# Скворцов, Руслан Васильевич
Руслaн Васильевич Скворцов (род. 31 января 1980, Елец, Липецкая область) — артист балета, премьер Большого театра. Заслуженный артист России (2014). С 2024 года — педагог–репетитор театра «Кремлёвский балет».

## Биография
Руслан Скворцов начал заниматься балетом в пять лет в Ельце с педагогом Еленой Тимофеевой, а в десять лет поступил в Московскую академию хореографии, где его педагогом был Вячеслав Михайлов.
После выпуска в 1998 году был принят в балетную труппу Большого театра, где репетировал сначала под руководством Валерия Лагунова, потом Николая Фадеечева.
В 2001 году завоевал третье место на Международном конкурсе артистов балета в Москве.
Стал премьером Большого театра в октябре 2009 года и заслуженным артистом Российской Федерации в апреле 2014 года.
С 2024 года работает педагогом–репетитором балетной труппы театра «Кремлёвский балет».

### Карьера
В 1999 году Скворцов дебютировал в роли солиста четвёртой части «Симфонии до мажор» Дж. Баланчина. Станцевал свою первую главную роль — Граф Вишенка в балете «Чиполлино» Г. Майорова в 2000 году, и Поэта в «Шопениане» М. Фокина в 2001 году. Первый раз станцевал Зигфрида в «Лебедином озере» в 2002 году, после чего дебютировал в партиях Альберта в «Жизели», Таора в «Дочери фараона», Клода Фролло в «Соборе Парижской Богоматери» Р. Пети и Классического танцовщика в «Светлом ручье» А. Ратманского в 2003 году. В 2004 году Скворцов впервые станцевал Жана де Бриена в «Раймонде» и па-де-де в балете «Агон» Дж. Баланчина, а в 2005 году исполнил роли Мельника в «Треуголке» и Героя в «Предзнаменованиях» Л. Мясина и Деметрия в «Сне в летнюю ночь» Дж. Ноймайера. Затем станцевал Бориса в «Золотом веке» Ю. Григоровича (2006), Хозе в «Кармен-сюите» А. Алонсо (2007), Джеймса в «Сильфиде» (2008), Дезире в «Спящей красавице» (2008), Конрада в «Корсаре» (2009), Ромео в «Ромео и Джульетте» Ю. Григоровича (2010), заглавную роль в «Онегине» Дж. Кранко (2013) и Де Грие в «Даме с камелиями» Дж. Ноймейера (2014).
В Большом театре был первым исполнителем ролей Антуана Мистраля в «Пламени Парижа» А. Ратманского (2008), Люсьена д'Эрвильи в постановке «Пахиты» Ю. Бурлаки (2008), Франца в реконструкции «Коппелии» С. Вихарева (2009), Феба в «Эсмеральде» (2009) и Отца, моего героя в «Парижском весельи» М. Бежара (2019). В 2015 году станцевал партию Печорина (часть «Княжна Мери») в мировой премьере «Героя нашего времени» Ю. Посохова. В 2019 дебютировал в роли Красса в «Спартаке» Ю. Григоровича. В 2021 году исполнил партию Сорина в мировой премьере «Чайки» Ю. Посохова.
С Большим театром Скворцов гастролировал в США, Канаде, Мексике, на Кубе, в Великобритании, Франции, Нидерландах, Бельгии, Швейцарии, Италии, Норвегии, Японии, Республике Корея, Китае, Сингапуре, Объединённых Арабских Эмиратах, Турции, Южно-Африканской Республике и Австралии. Как приглашённый артист выступал в «Лебедином озере» в Мариинском театре в Санкт-Петербурге, в «Жизели» в Театре Сан-Карло в Неаполе, в «Аске» в Новом национальном театре Токио на 60-летии Асами Маки балета.

## Репертуар вБольшом театре
1998
- «Раймонда» А. Глазунова, хореография М. Петипа, редакция Ю. Григоровича — Большой классический танец (3 акт)[39]
- «Баядерка» Л. Минкуса, хореография М. Петипа, редакция Ю. Григоровича — Большой классический танец (2 акт)

1999
- «Легенда о любви» А. Меликова, хореография Ю. Григоровича — Друг Ферхада
- «Жизель» А. Адана, хореография Ж. Коралли, Ж. Перро, М. Петипа, редакция В. Васильева — Вильфрид, оруженосец графа
- «Раймонда» А. Глазунова, хореография М. Петипа, редакция Ю. Григоровича — Беранже, трубадур
- «Лебединое озеро» П. Чайковского, редакция В. Васильева — Друг принца
- «Анюта» на музыку В. Гаврилина, хореография В. Васильева — Офицер
- «Симфония до мажор» на музыку Ж. Бизе, хореография Дж. Баланчина — Ведущий солист в IV части

2000
- «Чиполлино» К. Хачатуряна, балетмейстер Г. Майоров — Граф Вишенка
- «Спящая красавица» П. Чайковского, хореография М. Петипа, редакция Ю. Григоровича — Принц Фортюнэ (герой сказок)

2001
- «Шопениана» на музыку Ф. Шопена, хореография М. Фокина — Солист
- «Пассакалья» на музыку А. фон Веберна, хореография Р. Пети — Солист — участник премьеры в Большом театре[40]

2002
- «Дочь фараона» Ц. Пуни, постановка П. Лакотта по М. Петипа — Кавалер[39]
- «Лебединое озеро» П. Чайковского, хореография М. Петипа, Л. Иванова, А. Горского, вторая редакция Ю. Григоровича — Принц Зигфрид

2003
- «Светлый ручей» Д. Шостаковича, балетмейстер А. Ратманский — Классический танцовщик
- «Раймонда» А. Глазунова, хореография М. Петипа, редакция Ю. Григоровича — Бернар, трубадур
- «Собор Парижской Богоматери» М. Жарра, хореография Р. Пети  — Клод Фролло
- «Дочь фараона» Ц. Пуни, постановка П. Лакотта по М. Петипа — Лорд Вильсон / Таор
- «Жизель» А. Адана, хореография Ж. Коралли, Ж. Перро, М. Петипа, редакция В. Васильева[39] — Граф Альберт

2004
- «Агон[англ.]» И. Стравинского, хореография Дж. Баланчина — Па-де-де
- «Магриттомания»[41] Ю. Красавина, хореография Ю. Посохова — Ведущий солист
- «Симфония до мажор» на музыку Ж. Бизе, хореография Дж. Баланчина — Ведущий солист III части
- «Раймонда» А. Глазунова, хореография М. Петипа, редакция Ю. Григоровича — Жан де Бриен — дебютировал на гастролях Большого театра в США

2005
- «Сон в летнюю ночь»[42] на музыку Ф. Мендельсона-Бартольди и Д. Лигети, хореография Дж. Ноймайера — Деметрий
- «Треуголка»  М. де Фальи, хореография Л. Мясина — Мельник
- «Предзнаменования» на музыку П. Чайковского, хореография Л. Мясина — Герой
- «Жизель» А. Адана, хореография Ж. Коралли, Ж. Перро, М. Петипа, редакция Ю. Григоровича — Граф Альберт[39]

2006
- «Золотой век» Д. Шостаковича, хореография Ю. Григоровича — Борис

2007
- «Misericordes» на музыку А. Пярта, хореография К. Уилдона — Солист — участник мировой премьеры[43]
- «Корсар» А. Адана, хореография М. Петипа, редакция А. Ратманского, Ю. Бурлаки — Солист / танец с веерами
- «Класс-концерт» на музыку А. Глазунова, А. Лядова, А. Рубинштейна, Д. Шостаковича, хореография А. Мессерера — Солист
- «Кармен-сюита» Ж. Бизе — Р. Щедрина, хореография А. Алонсо — Хозе

2008
- «Сильфида» Г. С. Левенскольда, хореография А. Бурнонвиля, редакция Й. Кобборга[англ.] — Джеймс
- «Спящая красавица» П. Чайковского, хореография М. Петипа, редакция Ю. Григоровича — Принц Дезире
- «Пламя Парижа» Б. Асафьева, хореография А. Ратманского с использованием хореографии В. Вайнонена — Антуан Мистраль — первый исполнитель[44]
- Большое классическое па из балета «Пахита» Л. Минкуса, хореография М. Петипа, редакция Ю. Бурлаки — Люсьен д’Эрвильи — первый исполнитель[45]

2009
- «Коппелия» Л. Делиба, хореография М. Петипа и Э. Чекетти, редакция С. Вихарева — Франц — первый исполнитель в Большом театре[46]
- «Корсар» А. Адана, хореография М. Петипа, редакция А. Ратманского и Ю. Бурлаки — Конрад, корсар — дебютировал на гастролях Большого театра в США в Вашингтоне
- «Баядерка» Л. Минкуса, хореография М. Петипа, редакция Ю. Григоровича — Солор, знаменитый воин
- «Эсмеральда» Ц. Пуни, хореография М. Петипа, редакция Ю. Бурлаки и В. Медведева — Феб де Шатопер, капитан королевских стрелков — первый исполнитель[47][48]

2010
- «Ромео и Джульетта» С. Прокофьева, хореография Ю. Григоровича — Ромео

2011
- «Пламя Парижа» Б. Асафьева, хореография А. Ратманского с использованием хореографии В. Вайнонена — Людовик XVI, король — дебютировал на гастролях Большого театра во Франции в Париже[49][50]

2012
- «Пламя Парижа» Б. Асафьева, хореография А. Ратманского с использованием хореографии В. Вайнонена — Маркиз Коста де Борегар[51]
- «Дон Кихот» Л. Минкуса, хореография М. Петипа, А. Горского, редакция А. Фадеечева — Тореадор — дебютировал на гастролях Большого театра в Канаде[52]
- «Dream of Dream» на музыку С. Рахманинова, постановка Й. Эло — Солист / дуэт — участник мировой премьеры[53][54]

2013
- «Онегин» на музыку П. Чайковского, хореография Дж. Кранко — Онегин[55]

2014
- «Дама с камелиями» на музыку Ф. Шопена, хореография Дж. Ноймайера — Кавалер де Грие
- «Щелкунчик» П. Чайковского, хореография Ю. Григоровича — Щелкунчик-принц

2015
- «Герой нашего времени» И. Демуцкого, часть «Княжна Мери», хореография Ю. Посохова, режиссёр К. Серебренников — Печорин — первый исполнитель[56]

2017
- «Драгоценности[англ.]»: "Изумруды" на музыку Г. Форе , хореография Дж. Баланчина — Солист (две ведущие пары)[57][58]

2019
- «Спартак» А. Хачатуряна, хореография Ю. Григоровича — Красс
- «Парижское веселье» на музыку Ж. Оффенбаха в обработке М. Розенталя[англ.], хореография М. Бежара — Отец, мой герой — первый исполнитель в Большом театре[59]
- «Симфония до мажор» на музыку Ж. Бизе, хореография Дж. Баланчина — Ведущий солист II части

2021
- «Чайка»[60] И. Демуцкого, хореография Ю. Посохова — Пётр Николаевич Сорин — первый исполнитель[61]

2022
- «Щелкунчик» П. Чайковского, хореография Ю. Григоровича — Дроссельмейер

2023
- «Дама с камелиями» на музыку Ф. Шопена, хореография Дж. Ноймайера — Месье Дюваль[62]

## Репертуар в других театрах
2005
- «Щелкунчик» П. Чайковского, балетмейстер Н. Веселова-Тенсер — Щелкунчик-принц (Канадский балетный театр, Торонто)[63]

2007
- «Жизель» А. Адана, хореография Ж. Коралли, Ж. Перро, М. Петипа, редакция Н. Веселовой-Тенсер — Граф Альберт (Канадский балетный театр, Торонто)[64]

2008
- «Лебединое озеро» П. Чайковского, хореография М. Петипа, Л. Иванова, редакция Р. Саморукова[65] — Принц Зигфрид (Татарский академический государственный театр оперы и балета имени М. Джалиля) (XXI Международный фестиваль классического балета имени Рудольфа Нуреева)[1] [66]

2011
- «Ромео и Джульетта» С. Прокофьева, балетмейстер Ю. Григорович — Ромео (Казахский национальный театр оперы и балета)[67]
- «Жизель» А. Адана, хореографическая редакция С. Вихарева[68] — Граф Альберт (Новосибирский театр оперы и балета)[69]
- «Жизель» А. Адана, хореографическая редакция Г. Борейко — Граф Альберт (Челябинский театр оперы и балета)[70]

2012
- «Жизель» А. Адана, хореографическая редакция К. Сергеева — Граф Альберт (Казахский национальный театр оперы и балета)[71]
- «Жизель» А. Адана, хореографическая редакция Л. Лавровского — Граф Альберт (Национальный театр Белграда)[72]

2014
- «Жизель» А. Адана, хореографическая редакция Ю. Григоровича — Граф Альберт (гастроли Краснодарского театра балета в Афинах)[73][74]

2015
- «Лебединое озеро» П. Чайковского, хореографическая редакция К. Сергеева — Принц Зигфрид (Мариинский театр, Санкт-Петербург) (XV Международный фестиваль балета «Мариинский»)[1][75]
- «Жизель» А. Адана, хореографическая редакция Л. Семеняки — Граф Альберт (Театр Сан-Карло, Неаполь)[1][76][77]

2016
- «Лебединое озеро» П. Чайковского, хореографическая редакция Т. Уэстморленда и Кёдзо Митани — Принц Зигфрид (Асами Маки балет, Токио)[78]
- «Аска» на музыку Ёсикадзу Катаоки, хореограф возобновления постановки Акико Тачибаны — Асами Маки — Иватари (Асами Маки балет, Токио)[79][80][81]
- «Жизель» А. Адана, постановка К. Шморгонера — Граф Альберт (Самарский академический театр оперы и балета) (XVI фестиваль классического балета имени Аллы Шелест)[1][82][83]
- «Щелкунчик» П. Чайковского, постановка Т. Степановой — Щелкунчик-принц (Международный театр балета Торонто)[1]

2017
- «Щелкунчик» П. Чайковского, балетмейстер Ю. Григорович — Щелкунчик-принц (гастроли Краснодарского театра балета в Афинах)[84]

2018
- «Жизель» А. Адана, хореографическая редакция Г. Алмасзаде — Граф Альберт (Азербайджанский театр оперы и балета)[85][86]
- «Лебединое озеро» П. Чайковского, первая хореографическая редакция Ю. Григоровича — Принц Зигфрид (гастроли Краснодарского театра балета в Афинах)[87]
- «Щелкунчик» П. Чайковского, балетмейстер В. Вайнонен — Щелкунчик-принц (Эрмитажный театр, Санкт-Петербург)[88]

2019
- «Лебединое озеро» П. Чайковского, хореографическая редакция А. Фадеечева — Принц Зигфрид (Тбилисский театр оперы и балета)[89]
- «Послеполуденный отдых фавна» на музыку К. Дебюсси, хореография В. Нижинского — Фавн (Большой драматический театр имени Г. А. Товстоногова, Санкт-Петербург)[90]
- «Щелкунчик» П. Чайковского, балетмейстер В. Вайнонен — Щелкунчик-принц (гастроли Московской академии хореографии в Афинах)[91]

## Фильмография
- 2007 — «Strictly Bolshoi[порт.]» (документальный фильм о балете К. Уилдона «Misericordes»)
- 2010 — «Пламя Парижа», балетмейстер А. Ратманский — Антуан Мистраль — Большой театр
- 2010 — «Лебединое озеро», редакция Ю. Григоровича — Принц Зигфрид — Большой театр
- 2010 — «Симфония до мажор», хореография Дж. Баланчина — Ведущий солист IV части — Большой театр[92][93]
- 2011 — «Эсмеральда», постановка Ю. Бурлаки и В. Медведева — Феб — Большой театр
- 2012 — «Корсар», постановка А. Ратманского и Ю. Бурлаки — Конрад — Большой театр[94]
- 2012 — «Светлый ручей», балетмейстер А. Ратманский — Классический танцовщик — Большой театр[95]
- 2012 — «Раймонда», редакция Ю. Григоровича — Жан де Бриен — Большой театр
- 2012 — «Дочь фараона», постановка П. Лакотта — Таор — Большой театр[96]
- 2016 — «Дон Кихот», редакция А. Фадеечева — Тореадор — Большой театр[97]
- 2016 — «Золотой век», хореография Ю. Григоровича — Борис — Большой театр[98]
- 2017 — «Герой нашего времени», часть "Княжна Мери", хореография Ю. Посохова — Печорин — Большой театр[99]
- 2024 — «Щелкунчик», хореография Ю. Григоровича — Дроссельмейер — Большой театр[100]

## Награды и звания
- 2001 — III премия и Бронзовая медаль Международного конкурса артистов балета в Москве[6]
- 2004 — Благодарность Министра культуры Российской Федерации — за успешное проведение гастролей в Парижской национальной опере[21]
- 2011 — Приз журнала «Балет» «Душа танца» в номинации «Звезда»[62]
- 30 апреля 2014 — звание «Заслуженный артист Российской Федерации»[2]

## Интервью
- Руслан Скворцов в программе «Билет в Большой», 2008 год
- «Танцую как дышу», Рина Шандер, 10.02.2012
- «Шелестовская Жизель», Мария Тарасова, 31.10.2014
- Руслан Скворцов в программе «Вестник Торонто», 23.02.2017
- Руслан Скворцов: «Выход на сцену и балет – это всегда борьба с самим собой» (Анна Воробьева, беседа прошла в начале декабря 2019 года)
- Интервью: Руслан Скворцов | bolshoiexpert.ru
- «Как уроженец Ельца покорил Большой театр», 01.01.2025, материал из журнала ЛИЦА, текст Ольги Журавлёвой